# Lyngdal
Lyngdalⓘ ist eine norwegische Stadt und Kommune in der Provinz Agder. Sie hat 10.869 Einwohner (Stand 1. Januar 2025). Zum 1. Januar 2020 wurde die Kommune Audnedal eingegliedert.

## Geografie
Die Stadt wurde nach dem Fluss Lygna benannt, der sie durchquert. Lyngdal heißt so viel wie „Lygna-Tal“. Der Fluss Lygna mündet in den an die Stadt westlich angrenzenden Lyngdalsfjorden.

## Geschichte
Die Ansiedlungen Austad, Å und Kvås sind eigentlich die Urzellen der Kommune Lyngdal. Es sind Ansiedlungen um den Pfarrhof zu der Zeit. Der Pfarrer wohnte in der Kirche von Å. Diese Kirche war derzeit der Mittelpunkt, wo man sich traf. Das Pfarrerspaar Gustava und Gabriel Kielland (1837–1854) sind bekannte Pioniere der Missionsarbeit. Gustava Kielland ist im ganzen Land als die Mutter des Frauenvereins bekannt. Ommundo Oftebro und Tobias Udland aus Lyngdal waren unter anderem die ersten Missionare in Norwegen. Es sind viele Missionare von Lyngdal aus in die ganze Welt ausgezogen. Man lebte von Landwirtschaft, Waldbau, Fischen und von der Seefahrt.

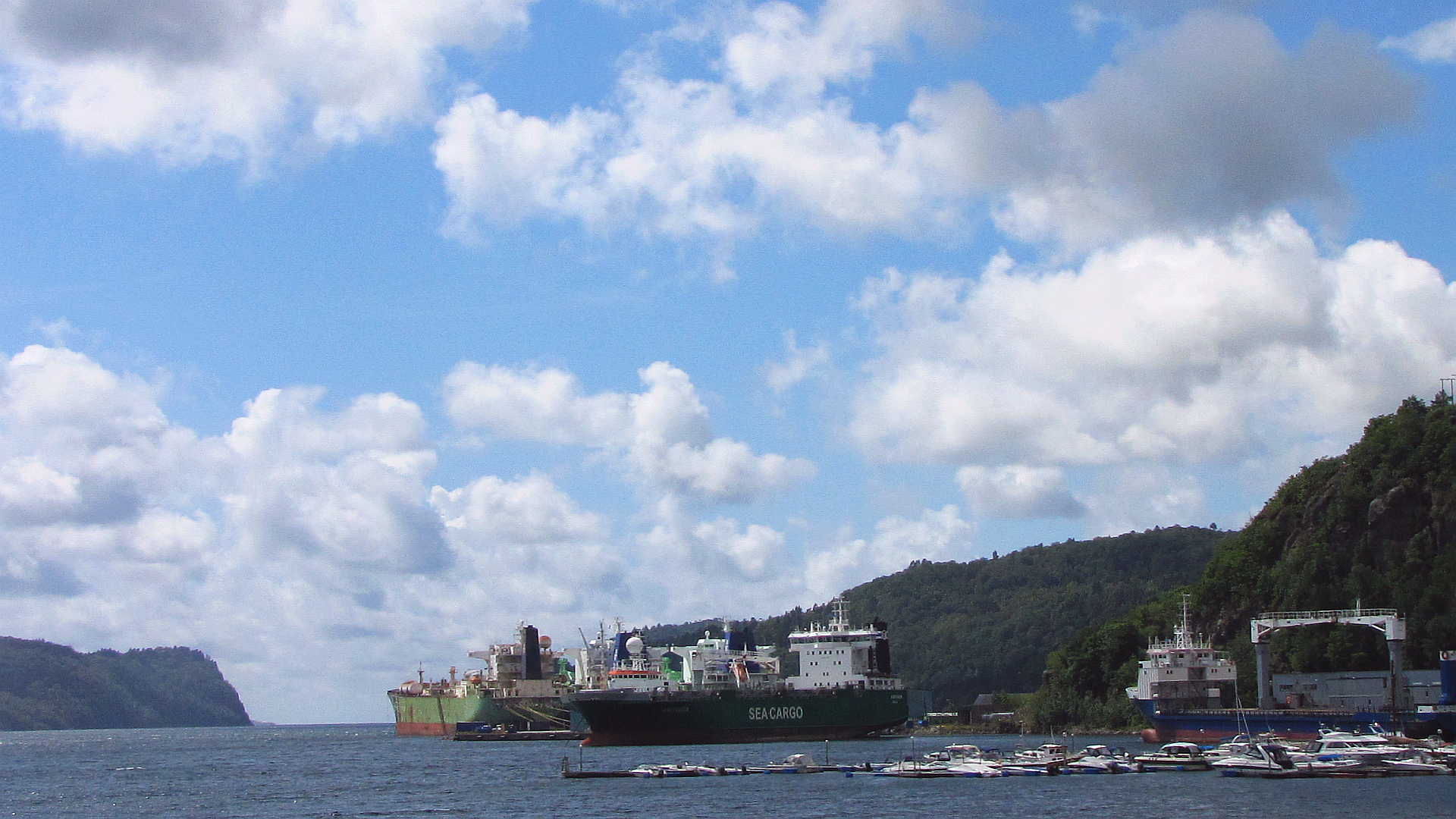
Agnefest am Rosfjord ist seit 1771 der Naturhafen von Lyngdal

Südlich von Lyngdal erstreckt sich der zur Stadt gehörende Vorort Agnefest bis an den Rosfjorden. Agnefest nutzte schon zu frühen Zeiten die günstige Lage mit einem natürlichen Hafen am Rosfjorden, der hinreichend tief und für die Seefahrt großer Handels- und Transportschiffe nutzbar ist. Dementsprechend wurde der Naturhafen bereits im Jahr 1771 als Anlandeplatz registriert.
Lyngdal erhielt das Stadtrecht am 1. Januar 2001. Die Haupt-Wirtschaftszweige der Küstenstadt sind Holzwirtschaft und Tourismus.
Die Stadt entstand im Jahr 1963 durch eine Verschmelzung mit den Städten Austad und Kvås. Sie grenzte im Südosten an Lindesnes, im Nordosten an Hægebostad und im Norden an Kvinesdal, im Westen an Farsund.
Zum 1. Januar 2020 wurde im Zuge der Kommunalreform in Norwegen die Kommune Audnedal eingegliedert.

## Söhne und Töchter der Stadt
- Abraham Berge (1851–1936), Politiker und Ministerpräsident
- Trygve Haugeland (1914–1998), norwegischer Politiker
- Mirjam Kristensen (* 1978), Schriftstellerin
- Ingvild Stensland (* 1981), Fußballspielerin
- Stefan Strandberg (* 1990), Fußballspieler
- Julian Ryerson (* 1997), Fußballspieler